# Matani
Matani (Georgisch: მატანი) is een dorp in het oosten van Georgië met bijna 4.500 inwoners (2014), gelegen in de gemeente Achmeta in de regio Kacheti. Het is het grootste dorp van de gemeente en een van de grootste in Kacheti, op vijf kilometer ten noorden van het gemeentelijk centrum Achmeta en hemelsbreed ruim 50 km noordoostelijk van hoofdstad Tbilisi. Matani is gesitueerd aan de noordkant van de Alazani-vallei op een hoogte van ongeveer 570 meter boven zeeniveau en is de toegang tot de Pankisivallei, waar Georgische Tsjetsjenen wonen, de Kisten.

## Geschiedenis

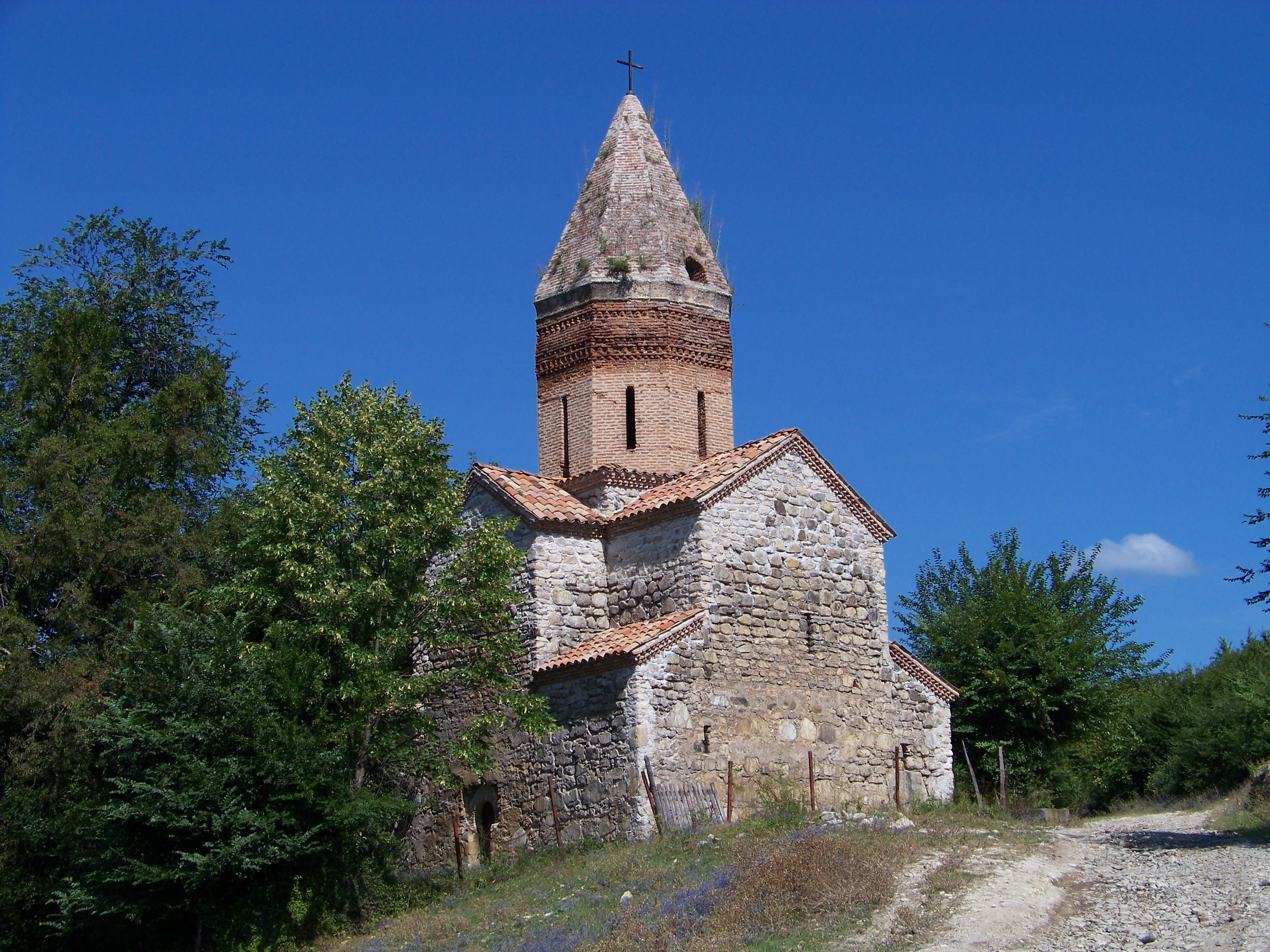
St Nicolaaskerk

De plek van het dorp is al eeuwenlang bewoond en werd Ertotsi genoemd. Het 5e-6e eeuw Nizrakaraklooster net buiten het dorp laat ook de vroegchristelijke activiteit in het gebied zien. De naam Matani werd in de 12e-13e eeuw geïntroduceerd, terwijl het dorp voor het eerst in de 16e eeuw werd beschreven tijdens de heerschappij van koning Levan van Kachetië. 
Vanaf de 17e eeuw tot het begin van de Russische overheersing in de 19e eeuw behoorde het toe aan de Tsjolokasjvili prinsen en was het hun residentie. Prins Micheil Tsjolokasjvili was vanaf 1843 tot zijn dood in 1847 hoofd van het okroeg Toesjino-Psjavo-Chevsoerski voor de Russische onderkoning van de Kaukasus Michail Vorontsov. De plaats Tianeti werd het bestuurlijk centrum van deze okroeg, maar de prins bleef de voorkeur houden aan zijn verblijf in Matani. Zijn assistent Arnold Zisserman opteerde voor residentie in Tianeti waar ook het formele districtskantoor stond.

## Demografie
Volgens de volkstelling van 2014 had Matani 4.451 inwoners. Het dorp werd in 2014 vrijwel exclusief door Georgiërs bewoond, met slechts een tiental Russen en Osseten.
| Aantal                                                                   | 1.714 | 1.207 | 5.146 | 5.574 | 5.474 | 4.451 |
| Verantwoording data: 1911, 1923, 1970, 1979, volkstellingen 2002 en 2014 |       |       |       |       |       |       |

## Bezienswaardigheden
- Nizrakaraklooster. Een paar kilometer ten westen van Matani is dit nationaal monument van Georgische architectuur te vinden, een kloostercomplex dat oorspronkelijk stamt uit de 5e-6e eeuw. Het omvat verschillende kerken en andere gebouwen omgeven door een muur.[2]
- Sint Nicolaaskerk, 16e eeuw.[13]
- Rond het dorp zijn verschillende historische plekken te vinden alsmede de ruïnes van het prinselijk paleis.

## Vervoer
Matani ligt aan de Sh183 tussen Achmeta en de dorpen in de Pankisivallei, waar de weg doodloopt. Via Achmeta is verbonden met de rest van Kacheti.

## Geboren
- Kakoetsa Tsjolokasjvili (1888-1930), edelman uit het Tsjolokasjvili geslacht, militair commandant, en nationale held van Georgië.